# Echinocereus longisetus subsp. freudenbergeri
Echinocereus longisetus subsp. freudenbergeri ist eine Unterart der Pflanzenart Echinocereus longisetus in der Gattung Echinocereus aus der Familie der Kakteengewächse (Cactaceae). Das Epitheton freudenbergeri ehrt den deutschen Kakteensammler Gerhard Freudenberger.

## Beschreibung
Echinocereus longisetus subsp. freudenbergeri wächst einzeln oder bildet Gruppen. Die grünen, zylindrischen Triebe sind bis zu 15 Zentimeter lang und weisen Durchmesser von 4 bis 6 Zentimeter auf. Es sind 14 bis 18 Rippen vorhanden. Die 20 bis 25 weißlichen bis graubraunen bis grauen Dornen sind bis zu 2,5 Zentimeter lang. Sie lassen sich nur schwierig in Mittel- und Randdornen unterscheiden.
Die etwas purpurrosafarbenen bis magentafarbenen Blüten erreichen einen Durchmesser von 6 bis 12 Zentimeter. Die eiförmigen Früchte sind karminrot. Sie weisen eine Länge von 2 bis 2,5 Zentimeter und einen Durchmesser von 5 bis 8 Zentimeter auf.

## Verbreitung, Systematik und Gefährdung
Echinocereus longisetus subsp. freudenbergeri ist im mexikanischen Bundesstaat Coahuila zwischen Cuatro Ciénegas und Torreón verbreitet.
Die Erstbeschreibung als Echinocereus freudenbergeri durch Gerhard R. W. Frank wurde 1981 veröffentlicht. Wolfgang Blum stellte die Art 1998 als Unterart zur Art Echinocereus longisetus. Ein nomenklatorisches Synonym ist  Echinocereus delaetii var. freudenbergeri (G.Frank) N.P.Taylor (1985).
In der Roten Liste gefährdeter Arten der IUCN wird die Art als „Data Deficient (DD)“, d. h. mit keinen ausreichenden Daten geführt.

## Nachweise